# بافيل كوكزينسكي
بافيل كوكزينسكي (بالبولندية: Paweł Kuczyński) هو رسام بولندي متخصص بالكاريكاتور من مواليد 12 أغسطس 1976 بمدينة شتتين، تخرج من «أكاديمية الفنون الجميلة بوزان» في تخصص التصميم الجرافيكي، وحصل على العديد من الجوائز.
تنصبُّ أعماله على انتقاد النظام المجتمعي الحديث، باستخدام الأشكال السريالية والساخرة، حيث يسلط الضوء على بعض المفارقات والاختلالات في العولمة والسياسة والاقتصاد والعديد من الجوانب الأخرى.

## جوائز
- حصل إلى حدود سنة (2015) على 102 جائزة، في عام 2005 حصل على جائزة «إيريك» من جمعية رسامو الكاريكاتير البولنديون.[1][3]
- في عام 2010، حصل على الجائزة الفضية من «مسابقة ديكاكو الدولية للرسوم المتحركة» (Dicaco International Cartoon Coontest).[4]
- في عام 2013، حصل على اللوحة الفضية في الصالون ال 17 للرسوم الكاريكاتورية المضادة للحرب (Antiwar Cartoon) في كراغوييفاتس، صربيا.[5]

## روابط خارجية
- (بالإنجليزية) (بالبولندية) Site personnel